# Tarawera Ultramarathon
Le Tarawera Ultramarathon est un ultra-trail disputé chaque année en février sur un parcours de 100 kilomètres entre Rotorua et Kawerau, en Nouvelle-Zélande. Établi en 2009 comme une épreuve autonome, il intègre dès sa création en 2013 l'Ultra-Trail World Tour, disputé pour la première fois en 2014.
En 2018, un nouveau format de course est ajouté: 100 milles pour 4 850 m de dénivelé positif.

## Histoire
L'édition 2022 est annulée en raison de la pandémie de Covid-19.

## Parcours
Situé sur l’île du Nord de Nouvelle-Zélande, la distance à parcourir est de 100 km et cumule 2 610 m de dénivelé positif pour 2 910 m de dénivelé négatif. La course se divise en 4 sections décrites ci-dessous :
- Rotorua à Okareka : de 0 km à 17,8 km
- Okareka à Okataina : de 17,8 km à 37,3 km
- Okataina aux chutes Tarawera : de 37,3 km à 60,6 km
- Chutes Tarawera à Kawerau : de 60,6 km à 100,7 km

Suivant le même parcours, d’autres distances sont proposées : 85 km, 60 km et une course relais de 85 km à faire en équipe de 2 ou 4 personnes.

## Palmarès

### 100K
À noter que le parcours de 2009 ne faisait que 80 km et que les éditions 2013 et 2014 ont été modifiées à la suite de conditions météorologiques difficiles.
| Édition | Date            | Hommes                                              | Hommes                                              | Hommes                                              | Femmes                                              | Femmes                                              | Femmes                                              |
| ------- | --------------- | --------------------------------------------------- | --------------------------------------------------- | --------------------------------------------------- | --------------------------------------------------- | --------------------------------------------------- | --------------------------------------------------- |
|         |                 | Rang                                                | Athlète                                             | Temps                                               | Rang                                                | Athlète                                             | Temps                                               |
| 1re     | 21 mars 2009    | 1er                                                 | Kerry Sutter                                        | 7 h 22 min 32 s                                     | 7e                                                  | Jean Beaumont                                       | 09 h 15 min 56 s                                    |
| 2e      | 20 mars 2010    | 1er                                                 | Kerry Sutter — 2e victoire                          | 9 h 48 min 20 s                                     | 3e                                                  | Fleur Bromley                                       | 11 h 29 min 12 s                                    |
| 3e      | 19 mars 2011    | 1re                                                 | Sam Wreford                                         | 8 h 33 min 50 s                                     | 13e                                                 | Amy Campbell                                        | 11 h 36 min 35 s                                    |
| 4e      | 17 mars 2012    | 1er                                                 | Michael Donges                                      | 8 h 51 min 08 s                                     | 9e                                                  | Nicola Gildersleeve                                 | 10 h 26 min 28 s                                    |
| 5e      | 16 mars 2013    | 1er                                                 | Sage Canaday                                        | 8 h 53 min 34 s                                     | 7e                                                  | Ruby Muir                                           | 10 h 30 min 11 s                                    |
| 6e      | 15 mars 2014    | 1er                                                 | Sage Canaday — 2e victoire                          | 5 h 33 min 38 s                                     | 17e                                                 | Jo Johansen                                         | 07 h 02 min 43 s                                    |
| 7e      | 7 février 2015  | 1er                                                 | Dylan Bowman                                        | 7 h 44 min 58 s                                     | 9e                                                  | Ruby Muir — 2e victoire                             | 09 h 02 min 45 s                                    |
| 8e      | 6 février 2016  | 1er                                                 | Jonas Buud                                          | 8 h 00 min 53 s                                     | 17e                                                 | Fiona Hayvice                                       | 10 h 34 min 26 s                                    |
| 9e      | 11 février 2017 | 1er                                                 | Jim Walmsley                                        | 7 h 23 min 32 s                                     | 9e                                                  | Camille Herron                                      | 08 h 56 min 00 s                                    |
| 10e     | 10 février 2018 | 1er                                                 | Dylan Bowman — 2e victoire                          | 8 h 27 min 41 s                                     | 11e                                                 | Kelly Wolf                                          | 10 h 08 min 45 s                                    |
| 11e     | 9 février 2019  | 1er                                                 | Reece Edwards                                       | 8 h 22 min 51 s                                     | 8e                                                  | Courtney Dauwalter                                  | 09 h 28 min 03 s                                    |
| 12e     | 8 février 2020  | 1er                                                 | Tom Evans                                           | 8 h 03 min 29 s                                     | 10e                                                 | Manuela Soccol                                      | 09 h 39 min 49 s                                    |
| 13e     | 13 février 2021 | 2e                                                  | Rhys Johnston                                       | 9 h 39 min 29 s                                     | 1re                                                 | Ruth Croft                                          | 09 h 21 min 03 s                                    |
| -       | 2022            | Course annulée en raison de la pandémie de Covid-19 | Course annulée en raison de la pandémie de Covid-19 | Course annulée en raison de la pandémie de Covid-19 | Course annulée en raison de la pandémie de Covid-19 | Course annulée en raison de la pandémie de Covid-19 | Course annulée en raison de la pandémie de Covid-19 |
| 14e     | 11 février 2023 | 1er                                                 | Daniel Jones                                        | 7 h 27 min 55 s                                     | 11e                                                 | Nancy Jiang                                         | 09 h 26 min 08 s                                    |
| 15e     | 17 février 2024 | 1er                                                 | Daniel Jones — 2e victoire                          | 7 h 46 min 42 s                                     | 5e                                                  | Ruth Croft — 2e victoire                            | 09 h 14 min 14 s                                    |
| 16e     | 15 février 2025 | 1er                                                 | Daniel Jones — 3e victoire                          | 7 h 17 min 42 s                                     | 8e                                                  | Ruth Croft — 3e victoire                            | 08 h 24 min 34 s                                    |

### 100mi
| Édition | Date            | Hommes                                              | Hommes                                              | Hommes                                              | Femmes                                              | Femmes                                              | Femmes                                              |
| ------- | --------------- | --------------------------------------------------- | --------------------------------------------------- | --------------------------------------------------- | --------------------------------------------------- | --------------------------------------------------- | --------------------------------------------------- |
|         |                 | Rang                                                | Athlète                                             | Temps                                               | Rang                                                | Athlète                                             | Temps                                               |
| 1re     | 10 février 2018 | 1er                                                 | Adrien Prigent                                      | 19 h 38 min 32 s                                    | 4e                                                  | Sally McRae                                         | 21 h 11 min 10 s                                    |
| 2e      | 9 février 2019  | 1er                                                 | Jeff Browning                                       | 16 h 18 min 54 s                                    | 2e                                                  | Camille Herron                                      | 17 h 20 min 52 s                                    |
| 3e      | 8 février 2020  | 1er                                                 | Vladimir Shatrov                                    | 15 h 53 min 30 s                                    | 3e                                                  | Ailsa MacDonald                                     | 18 h 10 min 29 s                                    |
| 4e      | 14 février 2021 | 1er                                                 | Matt Urbanski                                       | 18 h 04 min 34 s                                    | 5e                                                  | Katie Wright                                        | 20 h 19 min 19 s                                    |
| -       | 2022            | Course annulée en raison de la pandémie de Covid-19 | Course annulée en raison de la pandémie de Covid-19 | Course annulée en raison de la pandémie de Covid-19 | Course annulée en raison de la pandémie de Covid-19 | Course annulée en raison de la pandémie de Covid-19 | Course annulée en raison de la pandémie de Covid-19 |
| 5e      | 11 février 2023 | 1er                                                 | Zach Miller                                         | 14 h 41 min 41 s                                    | 9e                                                  | Lucy Bartholomew                                    | 17 h 13 min 27 s                                    |
| 6e      | 17 février 2024 | 1er                                                 | Adrian MacDonald                                    | 15 h 00 min 57 s                                    | 7e                                                  | Konoka Azumi                                        | 18 h 24 min 53 s                                    |
| 7e      | 15 février 2025 | 1er                                                 | Sam Harvey                                          | 15 h 16 min 54 s                                    | 9e                                                  | Kimino Miyazaki                                     | 17 h 40 min 37 s                                    |